# فریدوم (وایومینگ)
فریدوم(به انگلیسی: Freedom) شهری در ایالت وایومینگ کشور ایالات متحده آمریکا است که جمعیت آن در سرشماری سال ۲۰۱۰ میلادی، ۲۱۴ نفر بوده‌است.